# Parvocythere psammophila
Parvocythere psammophila is een mosselkreeftjessoort uit de familie van de Parvocytheridae. De wetenschappelijke naam van de soort is voor het eerst geldig gepubliceerd in 1983 door Gottwald.